# Милановский, Евгений Владимирович
Евгений Владимирович Милановский (1892—1940) — советский геолог, гидрогеолог, тектонист и стратиграф. Профессор МГРИ (1930—1940).

## Биография
Родился 5 (17) июня 1892 года в Москве в семье Владимира Алексеевича Милановского — работавшего в химической лаборатории красителей на Прохоровской трёхгорной мануфактуре. Мать работала в больнице для рабочих при мануфактуре.
В 1902 году поступил в Медведниковскую гимназию в Москве.
В 1910—1916 годах учился на естественном отделении физико-математического факультета Московского университета, которое окончил по кафедре геологии.
В начале первой мировой войны добровольцем работал в санитарных отрядах. Затем работал сотрудником Московской городской переписи, а с 1918 года — в мелиоративной организации Отдела земельных улучшений.
С 1921 года преподавал в Московской горной академии и одновременно — в Московском университете (ассистент кафедры геологии в 1921—1930; читал с 1929 года курсы «Общая геология», «Геология СССР»).
С 1930 года — профессор Московского геологоразведочного института (МГРИ) на кафедре динамической геологии, которой заведовал до конца жизни. В МГРИ он читал курсы «Геологическое картирование» и «Историческая геология».
Жил в Трубниковском переулке в квартире № 27 дома № 26.
Умер 14 октября 1940 года. Похоронен на Новодевичьем кладбище.

## Научные интересы
Основные работы по стратиграфии, тектонике и гидрогеологии Среднего и Нижнего Поволжья, теоретическим вопросам тектоники, по геологическому обоснованию проектов ряда крупных гидротехнических сооружений (Волго-Донскому каналу, Куйбышевскому гидроузлу и др.), а также по популяризации геологических знаний.
Участвовал в геологическом обосновании проектов ряда крупных гидротехнических строительств на Волге, Крыму, на Северном Кавказе, в Азербайджане. Участвовал в работах, связанных с проектированием Волго-Донского канала, Куйбышевского гидроузла, Свияжской гидроэлектростанции, Ангарстроя.
Опубликовал более 100 научных работ, посвященных геологической съемке, стратиграфии меловых и палеогеновых отложений и тектонике Поволжья, четвертичным отложениям и геоморфологии, общим вопросам геотектоники, инженерной геологии и гидрогеологии, истории науки. Установил характер фациальных изменений на площади между Волгой и Сурой; подметил, что перерывы в отложениях верхнего мела сопровождаются образованиями, названными им «ризолитами». При изучении палеогена Поволжья доказал, что фауна верхнесызранских и нижнесаратовских слоев идентична и поэтому они должны быть объединены в один ярус — камышинский, по Павлову. В области тектоники Поволжья детально проследил западное продолжение Жигулевской флексуры, открыл Борлинскую флексуру; описал большое количество нептунических даек и выявил их сложную структуру в районе схождения Жигулевской и Борлинской флексур; изучил Александровский грабен и восстановил картину развития Нижнего Поволжья правобережья Волги и историю его рельефа.
В 1940 году опубликовал Тектоническую карту восточной части Русской платформы, на которой, в частности, объединил поволжские валы с Тиманом, назвав их «Тимано-волгиды». В своих геотектонических воззрениях поддерживал теорию геосинклиналей; придавал большое значение и гипотезе передвижения материков. При изучении Доно-Медведицкого вала и района между Волгой и Сурой большое внимание уделял гидрогеологии, регистрируя источники, устанавливая водоносные горизонты, выделяя районы развития вод, приуроченных к тому или иному стратиграфическому уровню.

## Семья
Жена: Алла Николаевна Милановская (урожденная Скрипицына, 1889—1978) — в годы 1-й мировой войны была сестрой милосердия, позже — школьная учительница. Их сыновья:
- Юрий Евгеньевич Милановский (1919—1989) — ихтиолог, научный сотрудник МГУ им. Ломоносова.
- Евгений Евгеньевич Милановский (1923—2012) — геолог, академик РАН.

## Память
- Его именем названо описанное им в научной литературе обнажение в северной части Ульяновска — Разрез Милановского.
- Бюст (мрамор) — Скульптор А. А. Мануилов.